# Vladimir Nabokov

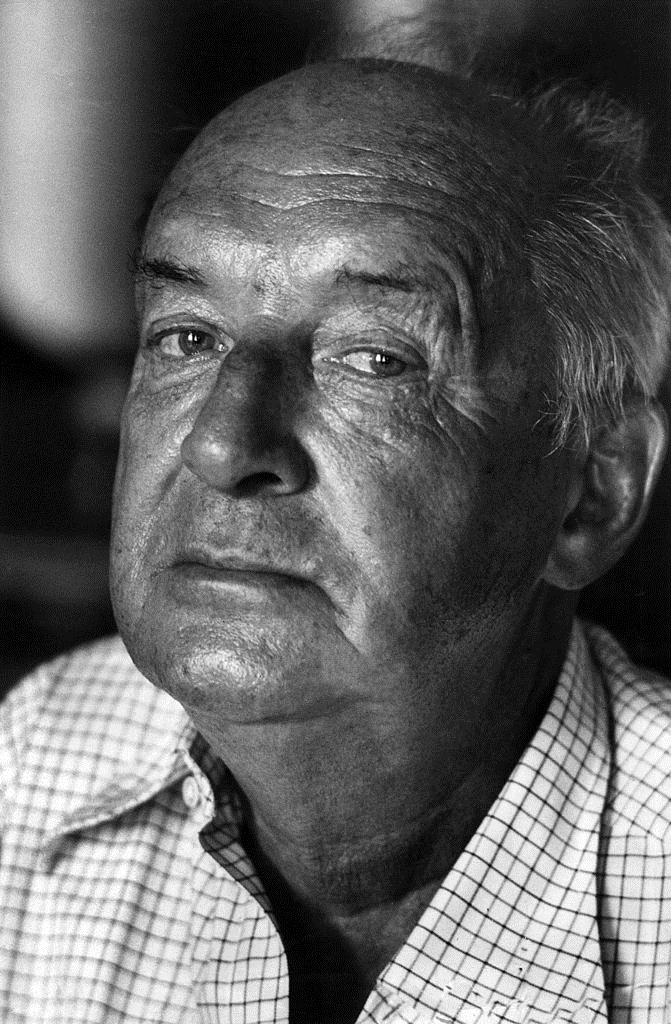
Vladimir Nabokov (1973)

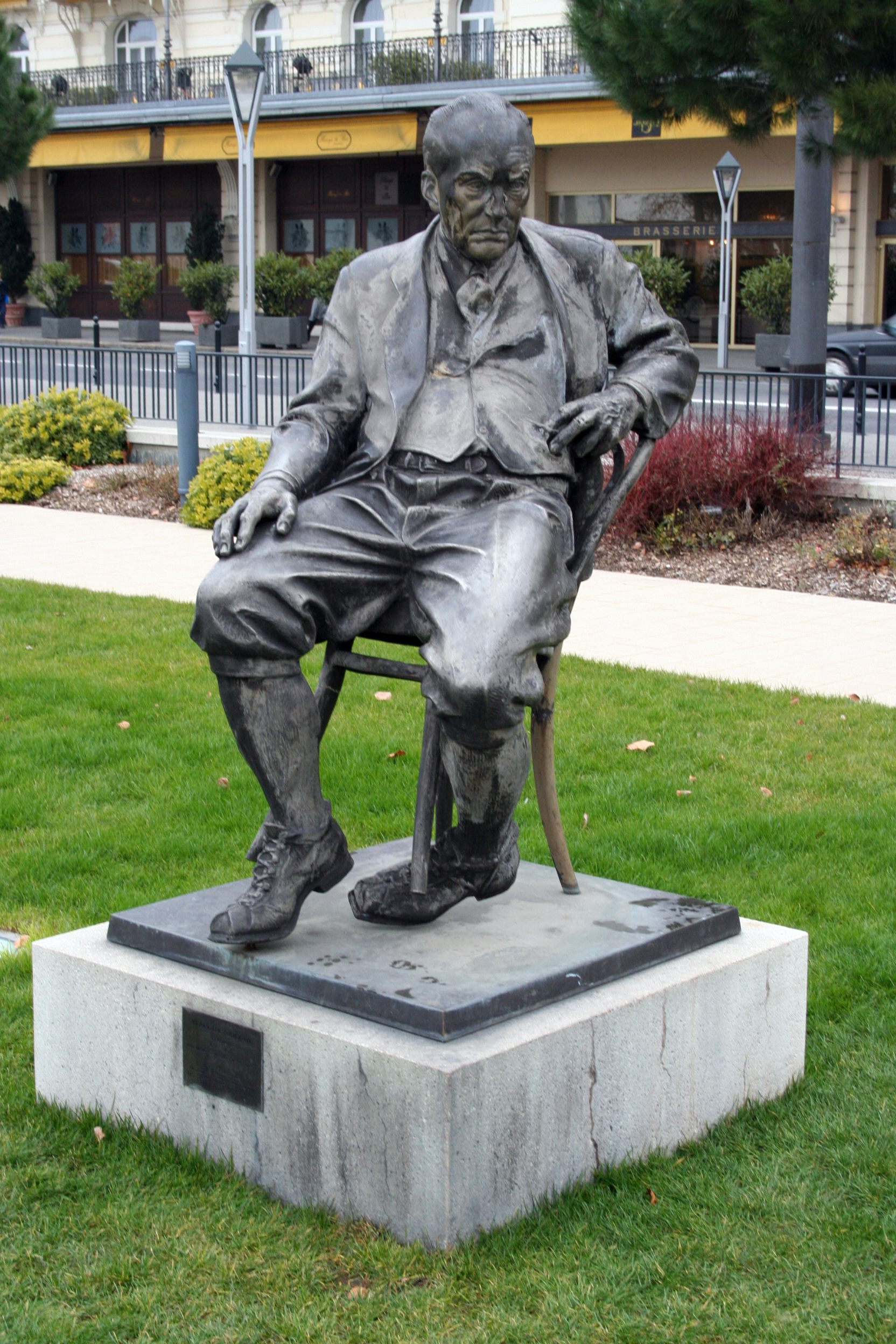
Nabokov-Denkmal (A. I. Rukawischnikow, 1999) in Montreux, Kanton Waadt, Schweiz

Vladimir Nabokov (vor allem in englischer Transkription bekannt, russisch Владимир Владимирович Набоков / Wladimir Wladimirowitsch Nabokow, wiss. Transliteration Vladimir Vladimirovič Nabokov, Aussprache [vlɐˈdʲimʲɪr vlɐˈdʲimʲɪrəˌvit͡ʃ nɐˈbokəf] ; * 10.jul. / 22. April 1899greg. in Sankt Petersburg, Russisches Kaiserreich; † 2. Juli 1977 in Lausanne, Schweiz) war ein russisch-amerikanischer Schriftsteller, Literaturwissenschaftler und Schmetterlingsforscher. Er zählt zu den einflussreichsten Erzählern des 20. Jahrhunderts.
Nabokovs Leben war durch mehrfaches Exil geprägt. 1917 floh die Familie Nabokov vor der Oktoberrevolution nach Deutschland. Seine ersten Dichtungen und Romane, die er unter dem Pseudonym W. Sirin (russisch В. Сирин) veröffentlichte, erschienen in Berlin und fanden ihre Leserschaft vor allem unter Exilrussen, die in Westeuropa lebten. Nach der Machtübernahme durch die Nationalsozialisten wanderte Nabokov gemeinsam mit seiner jüdischen Ehefrau Véra über Frankreich in die Vereinigten Staaten aus. Seinen Lebensunterhalt verdiente er dort durch Lehrtätigkeiten an verschiedenen Universitäten.
Bekannt wurde Nabokov durch seinen zwölften Roman Lolita, der 1955 erschien und ein Bestseller wurde. Die Verkaufserfolge erlaubten es ihm, seine Professorenstelle an der Cornell-Universität zu kündigen und sich ganz dem Schreiben zu widmen. Das Ehepaar Nabokov kehrte zu Beginn der 1960er Jahre nach Europa zurück und führte zunächst ein nomadisches Hotelleben ohne feste Adresse, bevor es sich dauerhaft im Hotel Palace im schweizerischen Montreux einmietete.
Zu den bekanntesten Werken Nabokovs zählen neben Lolita die Romane Pnin, Fahles Feuer und Ada oder Das Verlangen.

## Leben

### Kindheit

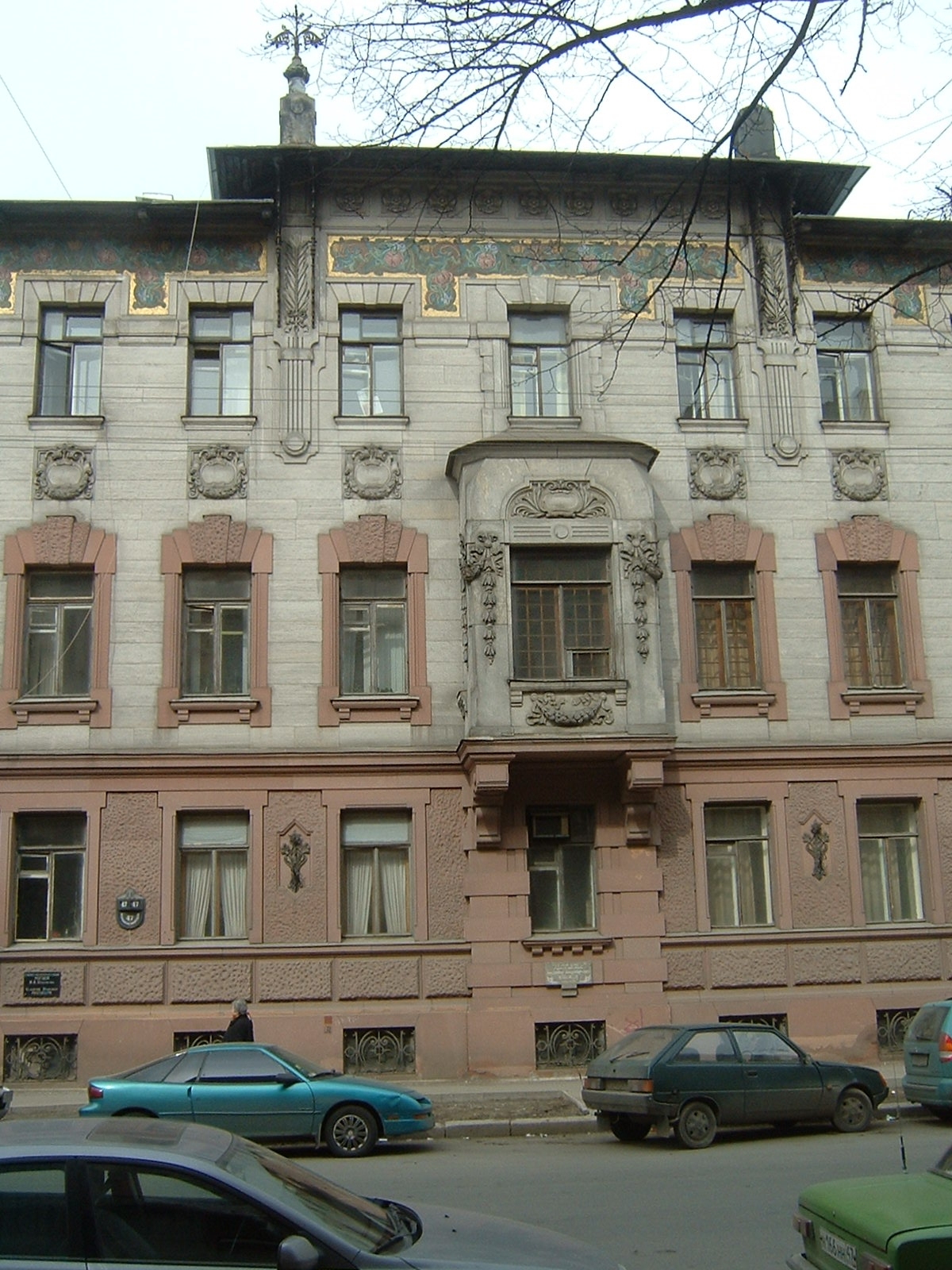
Nabokovs Geburtshaus in Sankt Petersburg

Nabokov entstammte einer einflussreichen und wohlhabenden Aristokratenfamilie. Sein Stammbaum soll bis Karl Heinrich Graun und Johann Heinrich Hartung zurückreichen. Sein Großvater, Dmitri Nikolajewitsch Nabokow (1826–1904), war russischer Justizminister, sein Vater Wladimir Dmitrijewitsch Nabokow war als Politiker nach dem Sturz von Zar Nikolaus II. 1917 an der republikanischen provisorischen Regierung beteiligt, der dann die Oktoberrevolution ein Ende setzte. Seine Mutter Jelena Iwanowna Rukawischnikowa war die Tochter eines reichen Landbesitzers. Die Familie gehörte jener kosmopolitischen russischen Oberschicht an, die nach der Revolution zu existieren aufhörte. Ein Vetter war der Komponist Nicolas Nabokov. Vladimir Nabokovs Vater war deutlich westlich orientiert, es gab im Hause englische Gouvernanten und Literatur. Schon als Kind sprach Nabokov Französisch und Englisch; er wurde von Privatlehrern unterrichtet, etwa von dem Zeichenlehrer Henry James Cumming. Er las viel und war ein kränkliches, behütetes Kind mit einer starken Mutterbindung. Die Familie unternahm Reisen durch Europa, ihr Sommersitz lag nahe Sankt Petersburg. Schon früh entwickelte sich Nabokovs Leidenschaft für Schmetterlinge, ebenso die für das Schreiben von Gedichten. Bereits mit 17 Jahren veröffentlichte er seinen ersten Gedichtband. Seine erste große Liebe, Walentina Schulgina, die er 1915 kennenlernte, erscheint als Hauptfigur in seinem Roman Maschenka; die zweite Liebe, Eva Lubrzyńska, findet sich als Figur in Die Mutprobe wieder. Um der Oktoberrevolution zu entgehen, flohen die meisten Mitglieder der Familie Nabokov 1917 zunächst nach Jalta. Der Vater blieb einstweilen in Sankt Petersburg zurück, wo er 1918 von Bolschewisten verhaftet wurde. Er konnte dann aber ebenfalls auf die Krim fliehen.
Vladimir Nabokov hatte vier jüngere Geschwister. Sein Bruder Sergej Nabokov (1900–1945), der nur elf Monate nach ihm geboren wurde, kam am 10. Januar 1945 im KZ Neuengamme bei Hamburg ums Leben.

### Erstes Exil

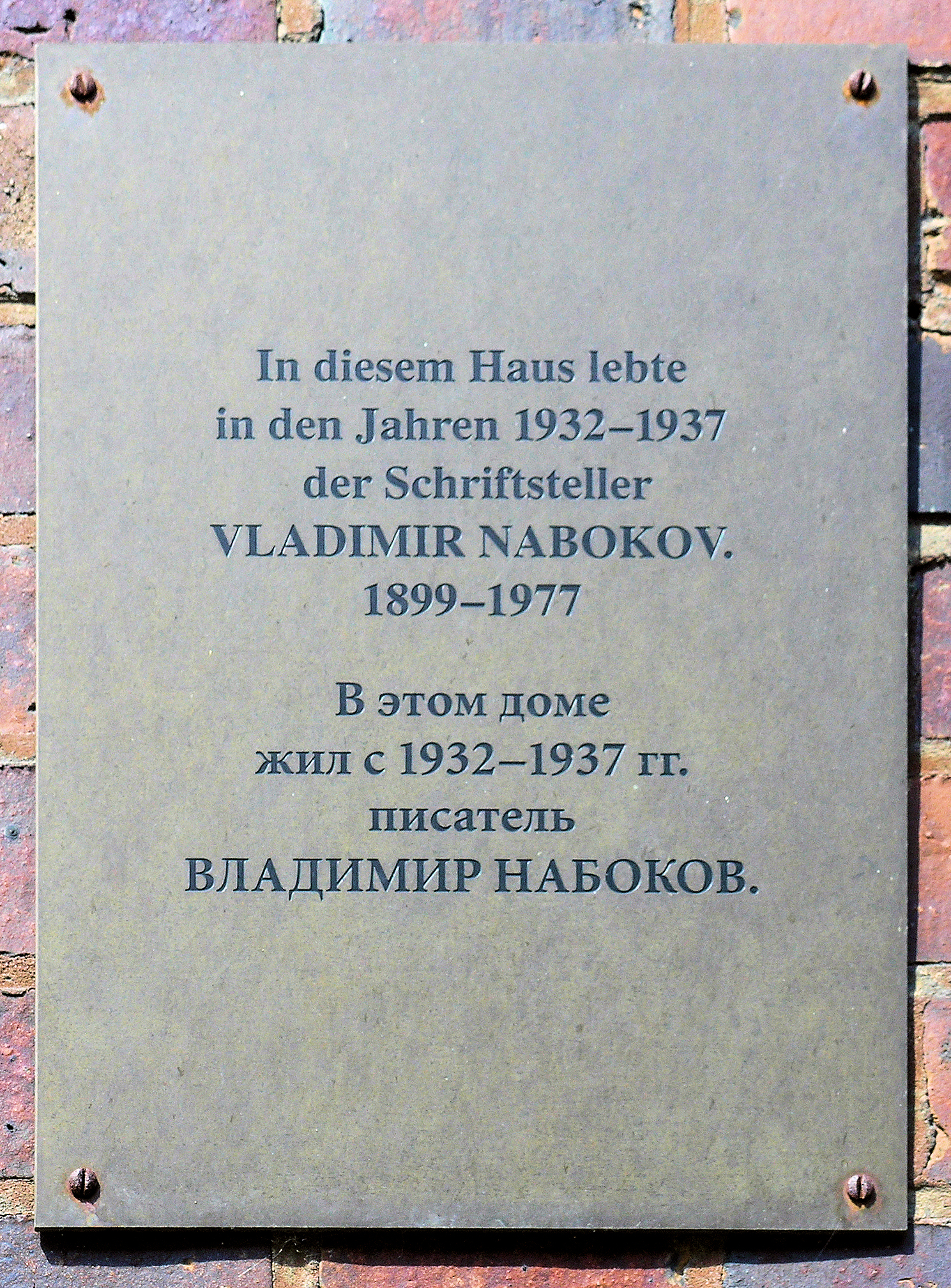
Gedenktafel am Haus Nestorstraße 22 in Berlin-Halensee

Während seine Familie von dort nach London und später wie zahlreiche andere russische Exilanten nach Berlin floh, wo sie über zehn Jahre verbrachte, schrieb sich Nabokov am Trinity College im englischen Cambridge ein. Dort studierte er von 1919 bis 1922 Naturwissenschaften, russische und französische Literatur. In dieser Zeit veröffentlichte er einen ersten Artikel über Schmetterlinge.
Die Eltern führten in Berlin einen beliebten Salon, der Anlaufpunkt für viele Künstler und Politiker unter den mehr als 350.000 russischen Emigranten im Berlin der 1920er Jahre war. Die Familie wohnte zuerst in Grunewald, später im unter Exil-Russen beliebten Wilmersdorf. Obwohl Nabokov kein besonders guter Tennisspieler war, verdiente er sein erstes Geld als Tennislehrer und lernte bei dieser Gelegenheit auch das spätere Tennistalent Daniel Prenn kennen.
Wladimir Dmitrijewitsch Nabokow, der Vater Vladimir Nabokovs, gründete mit Slovo (Das Wort) einen der ersten russischen Exilverlage. Am 28. März 1922 kam der Vater in der Berliner Philharmonie bei einem Attentat der monarchistischen rechtsradikalen Exilrussen Sergei Taborizki und Pjotr Schabelski-Bork auf Pawel Miljukow, dem ebenfalls exilierten russischen Außenminister, ums Leben. Während Miljukow überlebte, wurde der Vater, der ihm Nothilfe leisten wollte, von Taborizki erschossen. Für Nabokov war dies eines der einschneidendsten Ereignisse seines Lebens; der Geburtstag des Vaters wird später als der Tag des gewaltsamen Todes eines Protagonisten in dem Roman Fahles Feuer erscheinen.
Nach dem Abschluss seines Studiums siedelte Nabokov aus England zu seiner Familie nach Berlin über. Dort arbeitete er als Privatlehrer, Übersetzer, Gelegenheitsschauspieler und veröffentlichte unter dem Pseudonym W. Sirin erste Prosa. Das Pseudonym setzte Nabokov im Januar 1921 erstmals ein, das er auch benutzte, um eine Verwechselung mit seinem Vater auszuschließen. Sirin ist in der altrussischen Mythologie ein farbenfroher Vogel, der Ähnlichkeit mit der griechischen Sirene hat und der mit einer Sperbereule oder Schneeeule assoziiert werden kann.
Im Sommer 1922 bat Nabokov die siebzehnjährige Swetlana Siewert, seine Frau zu werden. Ihre Eltern waren nur unter der Bedingung zur Zustimmung bereit, dass Nabokov eine feste Anstellung vorweist. Den entsprechenden Versuch in einer Bank hielt er aber nur drei Stunden durch. Im Januar 1923 erklärten die Eltern Swetlanas die Auflösung der Verlobung.
Im Mai 1923 traf Nabokov auf einem Maskenball Véra Jewsejewna Slonim, die zu seiner ständigen Begleiterin wurde und die er am 25. April 1925 heiratete. Von 1926 bis 1929 lebten sie gemeinsam in einer Zwei-Zimmer-Wohnung in der Passauer Straße in Berlin-Schöneberg, später zogen sie in die nahe gelegene Motzstraße. Mit Maschenka und König, Dame, Bube gelangen ihm erste Achtungserfolge, die Bücher wurden auch in deutscher Übersetzung bei Ullstein verlegt. Weitere sieben russische Romane folgten. Trotz der Machtübernahme der Nationalsozialisten und obwohl Véra Jüdin war, blieben die Nabokovs vorerst noch in Berlin. 1934 wurde Sohn Dmitri († 2012) geboren, das einzige aus der Ehe hervorgegangene Kind. Nabokov bemühte sich um eine Anstellung im Ausland, und 1936 entschloss sich die Familie zur Ausreise. Vladimir fuhr nach Paris, Véra ging mit Dmitri zunächst nach Prag zu ihrer Schwiegermutter.
1923 erschien im Emigrantenverlag Gamajun in Berlin die russische Übersetzung Nabokovs des 1865 erstmals veröffentlichten Kinderbuchs des britischen Schriftstellers Lewis Carroll „Alice’s Adventures in Wonderland“, das siebte Werk des jungen Nabokov.
Eine Besonderheit bei dem mehrsprachigen Nabokov war, dass er Deutsch nicht fließend beherrschte, so dass er sich beim Rezipieren deutschsprachiger Werke nicht leicht tat. Michael Maar meint, das „Sprachgenie“ Nabokov müsse nach mehreren Jahren Aufenthalt in Berlin Deutsch gekonnt haben. Er habe die deutsche Klassik und Romantik besser gekannt als mancher Germanist. Dieter E. Zimmer berichtete jedoch aus eigenem Erleben, dass Nabokovs Deutsch für den Alltagsgebrauch ausreichend war, aber nicht für Literatur. Nabokov habe zum Beispiel bei Kafkas Verwandlung ein Wörterbuch zu Hilfe nehmen müssen.

### Zweites Exil

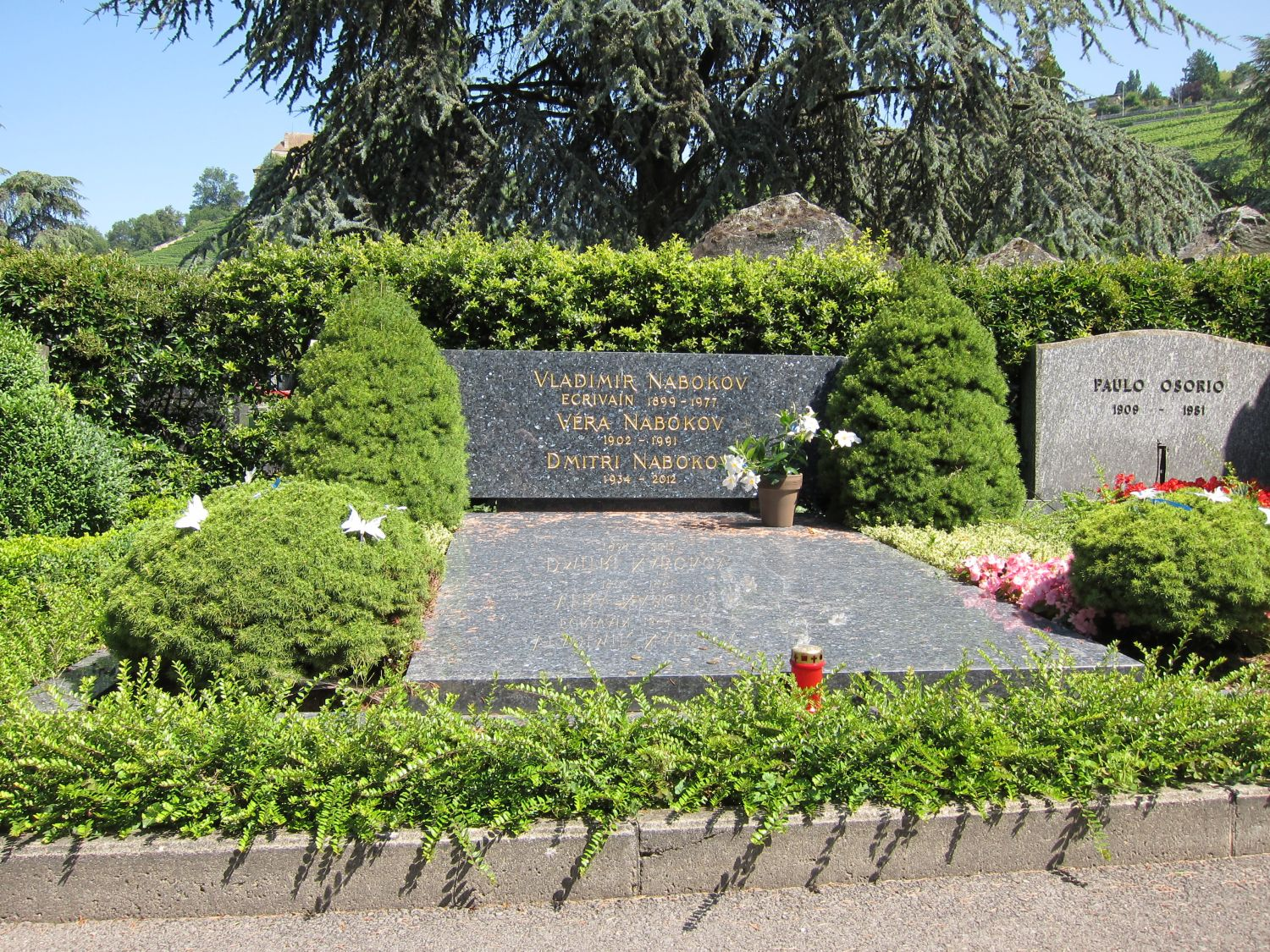
Grabstätte von Vladimir, Véra und Dmitri Nabokov in Montreux-Clarens, Kanton Waadt, Schweiz

In Frankreich intensivierte Nabokov seine Suche nach Arbeit und die Kontakte zu einheimischen Intellektuellen. Flüchtig traf er auch James Joyce. Während der Trennungszeit von seiner Frau hatte Nabokov eine Affäre mit Irina Guadanini, die seine Ehe nachhaltig belastete. Im Mai 1939 starb seine Mutter in Prag. 1940 übersiedelte die Familie in die USA, wo Nabokov am American Museum of Natural History in New York als Schmetterlingsexperte arbeitete. Bald begann er seine akademische Karriere, die ihn an die Stanford-Universität, an das Wellesley College, an die Harvard-Universität und schließlich 1948 an die Cornell-Universität führte, wo er eine Professur für europäische und russische Literatur innehatte. 1945 wurde Nabokov US-Staatsbürger. Im Januar desselben Jahres war sein jüngerer Bruder Sergej im Konzentrationslager Neuengamme verstorben. Mit den Tantiemen, die ihm sein Roman Lolita einbrachte, konnte sich Nabokov 1959 von seiner Professur zurückziehen, um sich aufs Schreiben zu konzentrieren. Die Bekanntheit, die er durch diesen Roman erlangte, sorgte auch dafür, dass seine anderen Werke in zahlreichen Ländern eine breite Leserschaft fanden.
1961 siedelte Nabokov mit seiner Ehefrau in die Schweiz über und verbrachte den Rest seines Lebens im Palace-Hotel in Montreux. Er starb am 2. Juli 1977 und wurde in Clarens begraben.

## Werk

### Belletristik
Nabokov gilt als einer der einflussreichsten Schriftsteller des 20. Jahrhunderts. Er veröffentlichte 17 Romane (neun auf Russisch, acht auf Englisch), zwei weitere (Solus Rex und Das Modell für Laura) blieben unvollendet. Außerdem schrieb er, ebenfalls auf Russisch und auf Englisch, zahlreiche Kurzgeschichten, davon eine auf Französisch, und eine Autobiografie. Nach seiner Übersiedlung in die USA übersetzte er selbst seine auf Russisch verfassten Werke ins Englische.
In Nabokovs Belletristik stehen hauptsächlich männliche Protagonisten im Mittelpunkt, die häufig die Lebensumstände ihres Schöpfers zur damaligen Zeit und seine Ansichten teilen. Sie alle leben im Exil und ringen mit den inneren und äußeren Schwierigkeiten, die dieses Schicksal mit sich bringt: Sie haben ihre Muttersprache und ihr Vaterland verloren, und einzig die Sprache vermag die Erinnerung und Identität zu bewahren. Sein Erzählwerk ist gekennzeichnet durch ein ironisches Spiel mit Erzählperspektive, Intertextualität und einer konstruktivistischen Sicht auf Erinnerungen. Häufig arbeitet er mit Zitaten, die er zum Teil in verdrehter Form wiedergibt, und mit Wortspielen, die mehrere Sprachen betreffen. All dies verlangt vom Leser, wie der Literaturwissenschaftler Achim Hölter schreibt, Mehrsprachigkeit, Belesenheit sowie die Bereitschaft, „nach Art des Schachspielers oder Kreuzworträtsel-Spezialisten über Eck zu denken“. Deshalb werden insbesondere seine späten Romane der postmodernen Literatur zugerechnet.
Ein frühes Beispiel ist der Kurzroman Der Späher (russisch Соглядатай, Sogljadatai) aus dem Jahr 1930: Hier wechselt die Erzählperspektive, für den Leser zunächst unbemerkt, vom Ich-Erzähler in die 3. Person: Nabokov bedient sich hier zum ersten Mal des unzuverlässigen Erzählens, eines Stilmittels, das später typisch für ihn werden sollte.
Der letzte und längste seiner russischsprachigen Romane ist Die Gabe (russisch Дар (Dar)) aus dem Jahr 1938. Der Protagonist Fjodor ist ein russischer Schriftsteller in Berlin, der daran scheitert, eine Biografie seines verschollenen Vaters zu schreiben, und stattdessen die eines Revolutionärs des 19. Jahrhunderts verfasst (sie bildet das längste Kapitel des Romans). Mit dieser subjektiv geschriebenen Biographie exemplifizierte Nabokov seine These, dass Geschichte nie unabhängig vom Historiker existiert. Das letzte Kapitel webt die bisherigen Themen des Buches mit der Hoffnung auf das Liebesglück, das Fjodor mit der Tochter seiner Vermieter nach deren Abreise endlich erreichbar scheint, zusammen, und auf das nächste Buch, das er für sie schreiben will: Es heißt Die Gabe – ein metafiktionales Mise en abyme.
1941 erschien Das wahre Leben des Sebastian Knight (engl. The Real Life of Sebastian Knight), Nabokovs erstes englischsprachiges Buch, ein Pastiche auf die Genres Detektivroman und Künstlerbiographie. Sinnfälligerweise stellt es den Nachruf auf einen russischsprachigen Schriftsteller dar, den sein Halbbruder, der Ich-Erzähler „V.“, gegen angebliche Falschdarstellungen seines Biographen in Schutz zu nehmen versucht. Auch V. scheitert daran, die Biographie eines geliebten Menschen zu schreiben, und kann nur Berichte über seine wenig ergiebigen Recherchen veröffentlichen.
Nabokovs bekanntester Roman Lolita schildert die Beziehung des pädophilen Humbert Humbert mit der zu Beginn der Handlung zwölf Jahre alten Dolores („Lolita“). Um an sie heranzukommen, heiratet er ihre Mutter, nach deren Unfalltod er mit Lolita als seiner Stieftochter eine lange Reise quer durch die USA unternimmt, auf der Flucht vor einem rivalisierenden Verehrer des Mädchens. Der Roman wird aus der Ich-Perspektive des Täters erzählt, der todkrank in einer Gefängniszelle sitzt und seinen Prozess erwartet, in dessen Vorbereitung er für die Geschworenen schreibt – ein weiterer unzuverlässiger Erzähler im Werk Nabokovs. Humbert Humbert ist sich der Unzuverlässigkeit seines Erzählens bewusst und versucht, apologetisch auf den impliziten Leser einzuwirken, dass das, was er schildert, Liebe wäre und nicht sexueller Missbrauch. Im Vorwort warnt ihn ein fiktiver Herausgeber vor Humberts Manipulationsversuchen.
Die Abfassung des Romans beanspruchte ab 1949 mehrere Jahre. Als Vorstudie gilt die im November 1939 abgeschlossene, noch auf Russisch geschriebene Geschichte Der Zauberer, die postum 1986 erschien. Den Entwurf zu Lolita versuchte Nabokov zwischenzeitlich zu verbrennen. Seine Frau Véra rettete ihn in letzter Minute vor den Flammen. Im Dezember 1953 lag das Manuskript schließlich vor, doch hatte Nabokov Schwierigkeiten, einen Verlag zu finden, da es als obszön oder pornographisch galt. Schließlich erschien der Roman 1955 in dem auf englischsprachige Erotica spezialisierten Pariser Verlag Olympia Press.
In den USA und Großbritannien löste das als skandalös empfundene Buch eine literarische Debatte aus, die in einer Reihe westlicher Länder dafür sorgte, dass sich Verleger und Leser für den Roman zu interessieren begannen. Sie sorgte allerdings auch dafür, dass das französische Innenministerium dem Verlag Olympia Press in der sogenannten L’affaire Lolita über längere Zeit ein Verkaufsverbot für alle im Verlag erscheinenden Werke erteilte. 1958 gelang es Nabokov, sich aus dem Vertrag mit Olympia Press zu befreien und Lolita bei G. P. Putnam’s Sons erscheinen zu lassen. Die Debatten führten dazu, dass Nabokovs Werke auf breites Käuferinteresse trafen. Innerhalb von Tagen nach der Erstveröffentlichung musste die dritte Auflage gestartet werden. Der Roman war der erste seit Gone with the Wind, von dem innerhalb von drei Wochen mehr als 100 000 Exemplare verkauft wurden. Der Nabokov-Experte Dieter E. Zimmer nennt es einen glücklichen Zufall, dass Nabokov zu Beginn der 1950er Jahre die Arbeit an dem Roman beendete. Zehn Jahre später, als im ganzen Westen das Sexualtabu bereits gefallen war, hätte dieses Werk nicht dieses breite Aufsehen erregt. Marcel Reich-Ranicki schrieb 1987, dass die damalige Diskussion aus heutiger Sicht absurd und lächerlich zugleich scheine. Es gebe in dem Roman keinen einzigen Satz, der ihn auch nur in die Nähe der Pornographie rückt.
Nabokovs nächster Roman Pnin, der von 1953 bis 1955 zunächst im New Yorker erschien und 1957 als Buch herauskam, spielt als Universitätsroman in dem akademischen Milieu der amerikanischen Ostküste, in dem sich Nabokov seit 1948 selbst bewegte. Protagonist ist der Titelheld Timofej Pawlowitsch Pnin, ein exilrussischer Slawist, der sich an dem amerikanischen College, an dem er lehrt, und in der Welt nur schlecht zurechtfindet. Als liebenswerter Tollpatsch charakterisiert, erleidet er zahlreiche Missgeschicke und lebt am liebsten in seiner Phantasie. Wie Don Quijote ist er für seine Mitmenschen und den Leser eine komische Figur. Am Ende des Romans wechselt Nabokov überraschend die Erzählperspektive: Der bis dahin scheinbar allwissende Erzähler erweist sich als Ich-Erzähler und Teil der Handlung: Er bekommt die Festanstellung, auf die Pnin gehofft hatte. Der Roman endet mit dessen Abreise in eine ungewisse Zukunft.
Nabokovs Roman Fahles Feuer (englisch: Pale Fire) aus dem Jahr 1962 ist formal sogar noch experimenteller als Lolita. Er kommt als Kommentar des fiktiven Literaturwissenschaftlers Charles Kinbote zu dem 999 Zeilen langen Gedicht Pale Fire des ebenfalls fiktiven Lyrikers John Shade daher, das am Anfang des Buches steht, zusätzlich versehen mit einem Vorwort des Herausgebers und einem Personenregister. Insofern erscheint es zunächst als Parodie eines wissenschaftlichen Textes. Bei der Lektüre des Kommentars erscheint der Text aber zunehmend unwissenschaftlich. Es stellt sich heraus: Shade wurde vor Fertigstellung seines Gedichts ermordet und kann sich deshalb nicht dagegen wehren, dass Kinbote, wiederum ein sehr unzuverlässiger Erzähler, in das Gedicht seine eigene Geschichte hineininterpretiert: Er sei der exilierte König des nordosteuropäischen Landes Zembla (von russisch Земля Semlja – Land), dessen Leben von revolutionären Attentätern bedroht werde. In Wahrheit hat es der Mörder aber nicht auf ihn abgesehen, sondern auf einen Richter, dessen Haus Kinbote vorübergehend bewohnt. Angedeutet wird, dass Kinbote in Wahrheit ein geisteskranker Exilrusse ist, der vergeblich versucht hat, Shade seine Geschichte als Material für dessen Gedicht aufzudrängen.
Da die Narration nicht chronologisch erfolgt, kann das Buch zwar von vorne nach hinten durchgelesen werden, wie Nabokov selber vorschlägt. Man kann aber auch den zahlreichen Verweisen zu den einzelnen Seiten des Kommentars und zurück zum Gedicht folgen, oder sich einen ganz eigenen Weg durch den Roman suchen, denn er besteht weitgehend aus Hypertext. Tatsächlich überlegte der Internetpionier Theodor Holm Nelson 1969, das Buch zu nutzen, um das Konzept Hypertext bei einem Vortrag zu demonstrieren. Nabokovs Biograph Brian Boyd hielt es für möglich, dass Fahles Feuer „der perfekteste Roman [ist], der je geschrieben wurde“.
1969 erschien Ada oder Das Verlangen (engl.: Ada or Ardor), Nabokovs umfangreichster Roman. Anders als der Untertitel Die Annalen einer Familie andeutet, steht die lebenslange, wenn auch nicht durchgängig glückliche Liebe zwischen Van und Ada im Mittelpunkt. Als Cousin und Cousine, bzw. wie sich später herausstellt als Geschwister, entstammen sie einer aristokratischen Familie. Die beiden Teenager verbringen zwei überaus glückliche Sommer auf dem Landsitz Ardis, die Nabokov in Erinnerung an die Tage schildert, die er selbst auf Wyra, dem Landsitz seiner Familie bei St. Petersburg, verbrachte. Obwohl diese Liebe inzestuös ist, erregt sie beim Leser keinen Widerwillen. Ada  ist neben Lolita Nabokovs einziger Roman, in dem das Thema Exil nicht im Mittelpunkt steht, denn er spielt nicht auf der Erde, sondern auf Antiterra, einer Alternativwelt, in der Russen den Nordosten Nordamerikas besiedelt haben. Das eigentliche Russland hat die Tatarenherrschaft nie abgelegt, den Schrecken der Sowjetunion und damit Nabokovs leidvolles erstes Exil gibt es nicht: Das zeigt sich etwa bei einer Partie Scrabble, bei der niemandem das Wort Kremlin einfällt. Insofern nennt Brian Boyd den Roman eine einzige große „Wunscherfüllungsphantasie“.
Erzähler der Geschichte ist der über neunzigjährige Van, gelegentlich schaltet sich auch Ada in den Text ein. Van leidet darunter, durch die verstreichende Zeit aus dem Paradies seiner Jugend vertrieben zu sein, und wehrt sich, indem er einen Essay über Die Textur der Zeit verfasst (er ist im Buch abgedruckt), vor allem aber durch das Abfassen des Buches, das der Leser in Händen hält – eine weitere Metafiktion Nabokovs. Darin macht er sich die Erkenntnis zu eigen, dass in der Erinnerung die Zeit immer schneller zu vergehen scheint, je älter man wird. Dementsprechend nimmt die Kindheit und der Beginn der Liebe zwischen Van und Ada über die Hälfte des Buches und zwei Drittel des ersten, sehr langen Kapitels ein, während die folgenden Kapitel immer kürzer werden.
Im Buch gibt es einen großen Reichtum an Anspielungen, Zitaten und multilingualen Wortspielen – die handelnden Personen sprechen alle sowohl Englisch als auch Französisch und Russisch. Daher gilt es als anspruchsvoller als Ulysses von James Joyce, und dementsprechend gespalten war die Rezeption nach seinem Erscheinen. Für Brian Boyd ist Ada der Höhepunkt von Nabokovs Schaffen, seine „Summa“.

### Schmetterlingsforschung
Unter der Anleitung seines naturwissenschaftlich tätigen Vaters sammelte er seit seiner Kindheit Insekten, vorrangig Schmetterlinge. Seine private Schmetterlingssammlung umfasste etwa 4500 Einzelstücke. Zwanzig Schmetterlingsarten hatte er neu entdeckt und erstmals beschrieben, zum Beispiel Carterocephalus canopunctatus (1941) sowie die Gattungen Icaricia (1945) und Pseudochrysops (1945).
Nabokov arbeitete zwischen 1940 und 1948 als Kurator der Schmetterlingssammlung im Zoologischen Museum der Harvard University und veröffentlichte eine Reihe von taxonomischen Zeitschriftenbeiträgen. Mehr als 150 seiner wissenschaftlichen Zeichnungen wurden 2016 zusammen mit Essays über Nabokovs Arbeit veröffentlicht.

### Schachkomposition
|   | a | b | c | d | e | f | g | h |   |
| 8 |   |   |   |   |   |   |   |   | 8 |
| 7 |   |   |   |   |   |   |   |   | 7 |
| 6 |   |   |   |   |   |   |   |   | 6 |
| 5 |   |   |   |   |   |   |   |   | 5 |
| 4 |   |   |   |   |   |   |   |   | 4 |
| 3 |   |   |   |   |   |   |   |   | 3 |
| 2 |   |   |   |   |   |   |   |   | 2 |
| 1 |   |   |   |   |   |   |   |   | 1 |
|   | a | b | c | d | e | f | g | h |   |

Nabokov beschäftigte sich ausgiebig mit Schachkompositionen. In seiner Autobiographie Sprich, Erinnerung, sprich schildert er, dass ihn diese Tätigkeit sehr fasziniert, aber auch viel Zeit gekostet habe, die er besser auf „sprachliche Abenteuer“ hätte verwenden sollen, sprich auf seine literarische Tätigkeit. Er war der Meinung, dass an Schachkomponisten die gleichen Anforderungen gestellt werden wie an Schöpfer anderer Kunstwerke. 1970 erschien in New York erstmals Nabokovs Buch Poems and problems, das 53 Gedichte und 18 Schachprobleme von ihm enthält.
In diesem Zweizüger, dessen Komposition Nabokov nach eigener Aussage in eine „Ohnmacht konzentrierter Schachgrübelei“ versetzte, liegt eine starke Verführung in der Bauernumwandlung 1. b7–b8S, die in den Varianten
- 1. … d7–d6+ 2. Sb8–d7#,
- 1. … d7xe6+ 2. Sd8–f7#,
- 1. … d7–d5+ 2. Db6–c7#,
- 1. … Ke5–d6 2. Db6–c5# und
- 1. … Se2xf4 2. Db6–d4# zum Matt führt.

Schwarz hat darauf jedoch die Parade 1. … c3–c2. Diese muss Weiß durch den Schlüsselzug 1. Le4–c2 verhindern, um das Matt im nächsten Zug zu erreichen. (1. … d7–d6 2. Tf4–f5#, 1. … d7xe6 2. Db6–c5#, Rest wie gehabt.)

## Einfluss
Vladimir Nabokov ist einer der einflussreichsten Erzähler des 20. Jahrhunderts. Mehrere Schriftsteller und Autoren wurden maßgeblich von seinem Werk beeinflusst, so der deutsch-österreichische Schriftsteller Daniel Kehlmann, die deutsche Autorin Juli Zeh oder die Britin Zadie Smith. Wegen seiner Spiele mit Erzählinstanzen, seiner unzuverlässigen Erzähler, seiner Ironie und metafiktionaler Kunstgriffe gilt Nabokov als Wegbereiter der postmodernen Literatur.
Nabokov sagte einmal, er glaube nicht, dass irgendein anderer Schriftsteller einen bestimmenden Einfluss auf ihn auszuüben vermochte. Es könne durchaus sein, „dass ein Satz, den er hinschrieb, in Zuschnitt und Tonfall eine Parallele zu einem Schriftsteller hat, den er vor einem halben Jahrhundert geliebt oder gehasst hat“. Puschkin hielt er für den größten russischen Dichter. Schon als Jugendlicher hatte Nabokov unter vielen anderen auch den gesamten Tolstoi auf Russisch, den gesamten Shakespeare auf Englisch, den gesamten Flaubert auf Französisch gelesen. An zeitgenössischen Schriftstellern bewunderte er Marcel Proust, Franz Kafka, James Joyce und Jorge Luis Borges, entzog sich als „Meister des Vexierspiels“ dennoch allen Festlegungen und Rubrizierungen. So vorbehaltslos, wie er einige Dichter und Schriftsteller verehrte, so deutlich war auf der anderen Seite seine Abneigung gegen bestimmte Autoren oder Personen, wobei er insofern vier Doktoren nannte: „Doktor Freud, Doktor Schiwago, Doktor Schweitzer, Doktor Castro“. Der Erstgenannte, den er häufig in Vorworten zu den Übersetzungen seiner Romane auch als „Wiener Quacksalber“ bezeichnete, „schieße den Vogel ab“. Eine Reihe von Schriftstellern hielt er zum Entsetzen ihrer Anhänger für „zweitklassig und ephemer“ (kurzlebig, flüchtig), zum Beispiel Camus, García Lorca, Kazantzakis, D. H. Lawrence, Thomas Mann und Thomas Wolfe.
Am 9. März 2001 wurde der Asteroid (7232) Nabokov nach ihm benannt.

## Werke

### Romane
- 1926 Maschenka. Roman. (Orig. russ. Mašenka; engl. Mary, 1970)
  - Deutsche Erstausgabe unter dem Titel Sie kommt – kommt sie? Aus dem Russischen von Jakob Margot Schubert und Gregor Jarcho. Ullstein, Berlin 1928.
  - Aus dem Englischen übersetzt von Klaus Birkenhauer. Rowohlt, Reinbek b. Hamburg 1991.
- 1928 König Dame Bube (Korol’-dama-valet; engl. King, Queen, Knave, 1968).
  - Aus dem Russischen von Siegfried von Vegesack, Ullstein, Berlin 1930
  - Aus dem Englischen von Hanswilhelm Haefs, 1994
- 1930 Lushins Verteidigung (Zaščita Lužina; engl. The Defense).
  - Aus dem Russischen übertragen von Dietmar Schulte. Rowohlt, Reinbek b. Hamburg 1961.
- 1930 Der Späher (Sogljadataj; The Eye, engl. Fassung von Dmitri und Vladimir Nabokov, New York 1965).
  - Deutsche Übersetzung von Dieter E. Zimmer. Rowohlt, Reinbek b. Hamburg 1985.
- 1932 Die Mutprobe (Podvig; engl. Glory, 1971).
  - Aus dem Amerikanischen übersetzt von Susanna Rademacher. Rowohlt, Reinbek b. Hamburg 1977.
- 1932 Gelächter im Dunkel (Kamera obskura; engl. Laughter in the Dark, 1936).
- 1934 Verzweiflung (Otčajanie; engl. Despair, 1937, 1966 von Nabokov verändert und erweitert).
- 1937–1952 Die Gabe (Dar, unvollständig 1937–1938, vollständig 1952; engl. The Gift, 1963).
  - Aus dem Englischen und Russischen übersetzt von Annelore Engel-Braunschmidt, unter Benutzung einer Übersetzung von Ulla H. de Herrera.
- 1938 Einladung zur Enthauptung (Orig. russ. Priglašenie na kazn’; engl. Invitation to a Beheading, 1959).
  - deutsch, übersetzt aus dem Englischen von Dieter E. Zimmer. Rowohlt Taschenbuchverlag, Reinbek bei Hamburg  1973, ISBN 3-499-11641-3.
- 1940 Solus Rex, Fragment gebliebener Roman, von dem zwei Kapitel als eigenständige Erzählungen erschienen.
- 1941 Das wahre Leben des Sebastian Knight (Orig. engl. The Real Life of Sebastian Knight).
  - Aus dem Englischen übersetzt von Dieter E. Zimmer.
- 1947 Das Bastardzeichen (Bend Sinister).
  - Deutsch von Dieter E. Zimmer.
- 1955 Lolita.
  - Aus dem Englischen übersetzt von Helen Hessel unter Mitarbeit von Maria Carlsson, Kurt Kusenberg, H. M. Ledig-Rowohlt, Gregor von Rezzori.
- 1957 Pnin.
  - Aus dem Amerikanischen übersetzt von Curt Meyer-Clason. Rowohlt, Reinbek b. Hamburg 1965.
- 1962 Fahles Feuer (Pale Fire).
  - Aus d. Engl. von Uwe Friesel.
- 1969 Ada oder Das Verlangen. Aus den Annalen einer Familie. (Ada; or Ardor: A Family Chronicle).
  - Aus dem Englischen übersetzt von Uwe Friesel und Marianne Therstappen.
- 1972 Durchsichtige Dinge. Roman. (Transparent Things).
  - Deutsch von Dieter E. Zimmer. Rowohlt, Reinbek b. Hamburg 1980.
- 1974 Sieh doch die Harlekine! (Look at the Harlequins!).
  - Deutsch von Uwe Friesel. Rowohlt, Reinbek b. Hamburg 1979.
- 2009 Das Modell für Laura (The Original of Laura; englisches Romanfragment aus dem Nachlass).
  - Aus dem Amerikanischen übersetzt von Dieter E. Zimmer.
  - Am 10. November 2009 erschien die deutsche Ausgabe des Werkes. Dmitri Nabokow setzte sich über den Wunsch seines Vaters hinweg, der das Manuskript nach seinem Tod vernichtet haben wollte.[55]

### Erzählungen
- 1939 Der Zauberer (Volšebnik, Erzählung; engl. The Enchanter 1986)
- 1951 Die Schwestern Vane (engl. The Vane Sisters)

### Anthologien
- 1962 Frühling in Fialta (später als Gesammelte Erzählungen)
- 1989 Erzählungen I – 1921–1934. ISBN 3-498-04651-9.
- 1989 Erzählungen II – 1925–1951. ISBN 3-498-04652-7.
- 1993 Deutliche Worte (Interviews, Leserbriefe, Essays), ISBN 3-498-04658-6.
- 1995 Briefwechsel 1940–1971. ISBN 3-498-04660-8.
- 2000 Dramen. ISBN 3-498-04653-5.
- 2004 Eigensinnige Ansichten. ISBN 3-498-04662-4.

### Werkausgabe
- Vladimir Nabokov – Gesammelte Werke, hrsg. von Dieter E. Zimmer. Rowohlt, Reinbek bei Hamburg 1989–2017
  - 1. Frühe Romane: 1. Maschenka. König, Dame, Bube, 1991
  - 2. Frühe Romane: 2. Lushins Verteidigung. Der Späher. Die Mutprobe, 1992
  - 3. Frühe Romane: 3. Gelächter im Dunkel, 1997
  - 4. Einladung zur Enthauptung, 1990
  - 5. Die Gabe, 1993
  - 6. Das wahre Leben des Sebastian Knight, 1996
  - 7. Das Bastardzeichen, 1990
  - 8. Lolita, 1989
  - 9. Pnin, 1994
  - 10. Fahles Feuer, 2008
  - 11. Ada oder Das Verlangen, 2010
  - 12. Späte Romane: Durchsichtige Dinge. Sieh doch die Harlekine!, 2002
  - 13. Erzählungen 1. 1921–1934, 1989
  - 14. Erzählungen 2. 1935–1951, 1989
  - 15,1. Dramen, 2000
  - 15,2. Lolita, ein Drehbuch, 1999
  - 16. Nikolaj Gogol, 1990
  - 17. Vorlesungen über russische Literatur, 2013
  - 18. Vorlesungen über westeuropäische Literatur, 2014
  - 19. Vorlesungen über Don Quijote 2016
  - 20. Deutliche Worte – Interviews, Leserbriefe, Aufsätze, 1993
  - 21. Eigensinnige Ansichten, 2004
  - 22. Erinnerung, sprich: Wiedersehen mit einer Autobiographie, 1991
  - 23. Briefwechsel mit Edmund Wilson 1940–1971, 1995
  - 24. Briefe an Vera, 2017
  - Marginalien. Zusammengestellt von Dieter E. Zimmer, 1989

### Autobiographisches
- 1951 Andere Ufer. Ein Buch der Erinnerung. (Speak, Memory, auch erschienen als Conclusive Evidence und Conclusive Evidence. A Memoir)
- 1966 Speak, Memory: an autobiography revisited (1984: Erinnerung, sprich: Wiedersehen mit einer Autobiographie)

### Übersetzungen
Vom Russischen ins Englische:
- Eugene Onegin (Eugen Onegin von Alexander Puschkin), 2 Bände, mit ausführlichen Kommentaren; von Sabine Baumann und Christiane Koerner vom Englischen ins Deutsche übersetzt (zusammen mit der Übersetzung von Puschkins Versroman aus dem Russischen). Stroemfeld Verlag, Frankfurt am Main 2009, ISBN 978-3-86600-018-6.
- A Hero of our Time (Ein Held unserer Zeit von Michail Lermontow)

Vom Englischen ins Russische:
- Аня в стране чудес (Anja im Wunderland, Nachdichtung von Lewis Carrolls Alice’s Adventures in Wonderland)

### Verfilmungen
- 1962 Lolita, Drehbuch: Vladimir Nabokov, Regie: Stanley Kubrick
- 1978 Despair – Eine Reise ins Licht, Drehbuch: Tom Stoppard, Regie: Rainer Werner Fassbinder
- 1997 Lolita, Drehbuch: Stephen Schiff, Regie: Adrian Lyne
- 2000 Lushins Verteidigung, Drehbuch und Regie Marleen Gorris
- 2015 Der Schmetterlingsjäger – 37 Karteikarten zu Nabokov, mit Dmitri Nabokov, Heinz Wismann, Katerina Medvedeva, Ronald Steckel, Klaus Wyborny, Regie: Harald Bergmann